# Conrad Homfeld
Conrad Homfeld (Pinehurst, 25 dicembre 1951) è un cavaliere statunitense.

## Palmarès

### Olimpiadi
- 2 medaglie:
  - 1 oro (Los Angeles 1984 nel salto a squadre)
  - 1 argento (Los Angeles 1984 nel salto individuale)